# Уряд Тунісу
Уряд Тунісу — вищий орган виконавчої влади Тунісу.

## Голова уряду
- Прем'єр-міністр — Юсеф Шахід (англ. Youssef Chahed).

## Кабінет міністрів
Склад чинного уряду подано станом на 14 вересня 2016 року.
| Логотип | Міністерство                                                                       | Міністр                                          | Фото | Час на посаді | Час на посаді | Партія | Партія | Вебсайт |
| ------- | ---------------------------------------------------------------------------------- | ------------------------------------------------ | ---- | ------------- | ------------- | ------ | ------ | ------- |
|         | Міністерство внутрішніх справ                                                      | Хеді Мадждуб (Hedi Majdoub)                      |      |               |               |        |        |         |
|         | Міністерство відносин між гілками влади, громадянського суспільства та прав людини | Мехді бен Гарбія (Mehdi ben Gharbia)             |      |               |               |        |        |         |
|         | Міністерство державної служби, управління та протидії корупції                     | Абід Брікі (Abid Briki)                          |      |               |               |        |        |         |
|         | Міністерство енергетики, гірництва та відновлювальної енергетики                   | Хіла Шейхруху (Hela Cheikhrouhou)                |      |               |               |        |        |         |
|         | Міністерство житлово-комунального господарства і розвитку територій                | Мохамед Салах Арфауї (Mohamed Salah Arfaoui)     |      |               |               |        |        |         |
|         | Міністерство жінок, сім'ї та дитинства                                             | Назіха Лаабіді (Naziha Laabidi)                  |      |               |               |        |        |         |
|         | Міністерство зайнятості та професійної освіти                                      | Імед Хаммамі (Imed Hammami)                      |      |               |               |        |        |         |
|         | Міністерство зв'язку, технологій і цифрової економіки                              | Анвар Мааруф (Anwar Maarouf)                     |      |               |               |        |        |         |
|         | Міністерство зв'язків з парламентом                                                | Ієд Дахмані (Iyed Dahmani)                       |      |               |               |        |        |         |
|         | Міністерство закордонних справ                                                     | Хемаїс Джхінауї (Khemaies Jhinaoui)              |      |               |               |        |        |         |
|         | Міністерство культури                                                              | Мохамед Зін Ель Абідін (Mohamed Zine El Abidine) |      |               |               |        |        |         |
|         | Міністерство молоді та спорту                                                      | Мадждулін Шерні (Majdouline Cherni)              |      |               |               |        |        |         |
|         | Міністерство місцевого управління та екології                                      | Ріад Муахір (Riadh Mouakher)                     |      |               |               |        |        |         |
|         | Міністерство обладнання, житла та міського планування                              | Мохамед Салах Арфауї (Mohamed Salah Arfaoui)     |      |               |               |        |        |         |
|         | Міністерство оборони                                                               | Фархат Хоршані (Farhat Horchani)                 |      |               |               |        |        |         |
|         | Міністерство освіти                                                                | Неджі Джеллул (Neji Jelloul)                     |      |               |               |        |        |         |
|         | Міністерство вищої освіти і науки                                                  | Слім Халбус (Slim Khalbous)                      |      |               |               |        |        |         |
|         | Міністерство охорони здоров'я                                                      | Саміра Мераї (Samira Merai)                      |      |               |               |        |        |         |
|         | Міністерство промисловості та торгівлі                                             | Зейд Ладхарі (Zied Ladhari)                      |      |               |               |        |        |         |
|         | Міністерство розвитку, інвестицій та міжнародного співробітництва                  | Фаділ Абделькефі (Fadhel Abdelkefi)              |      |               |               |        |        |         |
|         | Міністерство соціальної політики                                                   | Мохамед Трабелсі (Mohamed Trabelsi)              |      |               |               |        |        |         |
|         | Міністерство сільського господарства                                               | Самір Бетаїб (Samir Betaieb)                     |      |               |               |        |        |         |
|         | Міністерство транспорту                                                            | Аніс Гедіра (Anis Ghedira)                       |      |               |               |        |        |         |
|         | Міністерство туризму та ремесел                                                    | Селма Еллумі Рекік (Selma Elloumi Rekik)         |      |               |               |        |        |         |
|         | Міністерство у справах релігії                                                     | Абдельджеліль бен Салем (Abdeljelil ben Salem)   |      |               |               |        |        |         |
|         | Міністерство фінансів                                                              | Ламія Зрібі (Lamia Zribi)                        |      |               |               |        |        |         |
|         | Міністерство юстиції                                                               | Газі Джерібі (Ghazi Jeribi)                      |      |               |               |        |        |         |